# 第41回日本アカデミー賞
第41回日本アカデミー賞は2018年（平成30年）3月2日に授賞式が行われた日本の映画賞。優秀賞等の発表は1月15日に発表された。

## 授賞式司会
- 西田敏行（俳優、日本アカデミー賞組織委員会副会長）
- 宮沢りえ（女優、前回最優秀主演女優賞を受賞）

また桝太一・徳島えりか（共に日本テレビアナウンサー）が各賞受賞者・出席者へのインタビュアーを担当した。

## 受賞者

### 最優秀作品賞
- 『三度目の殺人』

#### 優秀作品賞
- 『君の膵臓をたべたい』
- 『関ヶ原』
- 『ナミヤ雑貨店の奇蹟』
- 『花戦さ』

### 最優秀アニメーション作品賞
- 『夜は短し歩けよ乙女』

#### 優秀アニメーション作品賞
- 『打ち上げ花火、下から見るか? 横から見るか?』
- 『ひるね姫 〜知らないワタシの物語〜』
- 『メアリと魔女の花』
- 『名探偵コナン から紅の恋歌』

### 最優秀監督賞
- 是枝裕和『三度目の殺人』

#### 優秀監督賞
- 黒沢清『散歩する侵略者』
- 篠原哲雄『花戦さ』
- 原田眞人『関ヶ原』
- 廣木隆一『ナミヤ雑貨店の奇蹟』

### 最優秀脚本賞
- 是枝裕和『三度目の殺人』

#### 優秀脚本賞
- 斉藤ひろし『ナミヤ雑貨店の奇蹟』
- 森下佳子『花戦さ』
- 山田洋次、平松恵美子『家族はつらいよ2』
- 吉田智子『君の膵臓をたべたい』

### 最優秀主演男優賞
- 菅田将暉『あゝ、荒野 前編』

#### 優秀主演男優賞
- 大泉洋『探偵はBARにいる3』
- 岡田准一『関ヶ原』
- 佐藤健『8年越しの花嫁 奇跡の実話』
- 藤原竜也『22年目の告白 -私が殺人犯です-』

### 最優秀主演女優賞
- 蒼井優『彼女がその名を知らない鳥たち』

#### 優秀主演女優賞
- 新垣結衣『ミックス。』
- 土屋太鳳『8年越しの花嫁 奇跡の実話』
- 長澤まさみ『散歩する侵略者』
- 吉高由里子『ユリゴコロ』

### 最優秀助演男優賞
- 役所広司『三度目の殺人』

#### 優秀助演男優賞
- 西田敏行『ナミヤ雑貨店の奇蹟』
- 西村雅彦『家族はつらいよ2』
- 松田龍平『探偵はBARにいる3』
- 村上虹郎『武曲 MUKOKU』

### 最優秀助演女優賞
- 広瀬すず『三度目の殺人』

#### 優秀助演女優賞
- 尾野真千子『ナミヤ雑貨店の奇蹟』
- 北川景子『探偵はBARにいる3』
- 夏川結衣『家族はつらいよ2』
- 薬師丸ひろ子『8年越しの花嫁 奇跡の実話』

### 最優秀音楽賞
- 鈴木慶一『アウトレイジ 最終章』

#### 優秀音楽賞
- 富貴晴美『関ヶ原』
- 村松崇継『8年越しの花嫁 奇跡の実話』
- ルドヴィコ・エイナウディ『三度目の殺人』
- JIN『キセキ -あの日のソビト-』

### 最優秀撮影賞
- 柴主高秀『関ヶ原』

#### 優秀撮影賞
- 喜久村徳章『花戦さ』
- 柴崎幸三『DESTINY 鎌倉ものがたり』
- 瀧本幹也『三度目の殺人』
- 近森眞史『家族はつらいよ2』

### 最優秀照明賞
- 宮西孝明『関ヶ原』

#### 優秀照明賞
- 長田達也『花戦さ』
- 上田なりゆき『DESTINY 鎌倉ものがたり』
- 藤井稔恭『三度目の殺人』
- 渡邊孝一『家族はつらいよ2』

### 最優秀美術賞
- 倉田智子『花戦さ』

#### 優秀美術賞
- 倉田智子/小林久之『家族はつらいよ2』
- 上條安里『DESTINY 鎌倉ものがたり』
- 原田哲男『関ヶ原』
- 丸尾知行/中川理仁『ナミヤ雑貨店の奇蹟』

### 最優秀録音賞
- 矢野正人『関ヶ原』

#### 優秀録音賞
- 尾崎聡『花戦さ』
- 岸田和美『家族はつらいよ2』
- 久連石由文『アウトレイジ 最終章』
- 冨田和彦『三度目の殺人』

### 最優秀編集賞
- 是枝裕和『三度目の殺人』

#### 優秀編集賞
- 阿部亙英『花戦さ』
- 石井巌『家族はつらいよ2』
- 北野武/太田義則『アウトレイジ 最終章』
- 原田眞人『関ヶ原』

### 最優秀外国作品賞
- 『ラ・ラ・ランド』

#### 優秀外国作品賞
- 『ダンケルク』
- 『ドリーム』
- 『美女と野獣』
- 『女神の見えざる手』

### 話題賞

#### 俳優部門
- 菅田将暉 『帝一の國』

#### 作品部門
- 『君の膵臓をたべたい』

### 新人俳優賞
- 中条あやみ『チア☆ダン〜女子高生がチアダンスで全米制覇しちゃったホントの話〜』
- 浜辺美波『君の膵臓をたべたい』
- 北村匠海『君の膵臓をたべたい』
- 竹内涼真『帝一の國』

### 会長功労賞
- 香川京子
- 川又昻
- 篠田正浩
- 紅谷愃一
- 舛田利雄
- 山本富士子

### 会長特別賞
- 松方弘樹
- 渡瀬恒彦
- 大谷巌
- 早坂暁

### 協会特別賞
- 江川悦子
- 大澤克俊
- 小沼みどり
- 古藤博
- 吉川威史

## 授賞式中継
いずれの放送も授賞式部分は事前録画（ラジオは録音）だが、スタジオ部分は生放送となる。時間はJST。

### テレビ
- 日本テレビ系列
  - 3月2日（金）21:00 - 22:54
  - スタジオ部分のナビゲーターとして坂上忍（俳優・タレント）、水卜麻美（日本テレビアナウンサー）が出演。まだ番組終盤には最優秀主演男優賞と話題賞俳優部門を受賞した菅田将暉がスタジオ部分にも出演した。
- 日テレプラス（CS放送）
  - 3月4日（日）21:00 - 23:00（地上波版の再放送）
  - 3月17日（土）21:00 - 24:30（未公開シーンを加えた完全版）

### ラジオ
- ニッポン放送（NRN系列11局ネット）
  - 3月2日（金）27:00 - 29:00[2] 『オールナイトニッポン0(ZERO)〜第41回日本アカデミー賞スペシャル〜』として放送。
  - スタジオ部分のパーソナリティおよび会場での取材MCとして三四郎（お笑いコンビ）が出演。